# Joseph-Pierre Vialètes de Mortarieu
Joseph-Pierre Vialètes de Mortarieu, né à Montauban le 13 juin 1768 et mort dans la même ville le 3 juillet 1849, est un homme politique et administrateur français.
Il est le fils de Paul-Élie Vialètes d'Aignan.

## Biographie
Il grandit avec sa famille dans l'hôtel Vialètes de Mortarieu, construit par son oncle Etienne Vialètes d'Aignan quelques années avant sa naissance. Au début de la Révolution, après la création d'une garde nationale à Montauban en 1790, il est nommé capitaine et délégué pour représenter la ville à la fête de la Fédération, le 14 juillet 1790. Les troubles qui vont suivre vont le forcer à rester à Paris jusqu'à la fin de la Terreur. Il est alors introduit dans les cercles parisiens. Il se marie le 18 janvier 1791 avec sa cousine, Agathe Joséphine de Cohorn-Lapelun, fille du comte de Lapelun et de madame de Barras. Il retourne à Montauban après le coup d'État du 18 brumaire an VIII (9 novembre 1799). Il s'est alors rallié à Bonaparte.
Montauban, ancien siège de la généralité de Montauban et troisième ville du Sud-Ouest par l'importance de sa population, n'est plus, après la création des départements par l'Assemblée constituante le 15 janvier 1790, qu'un chef-lieu de district du département du Lot.
Il est de nouveau délégué par la ville de Montauban pour la représenter au sacre de Napoléon Ier, le 2 décembre 1804. Il est élu membre du conseil municipal à son retour. En 1806, il devient maire de Montauban. Joseph-Pierre Vialètes de Mortarieu est alors un défenseur de la création d'un département avec Montauban comme chef-lieu. À peine élu, il se rend avec une délégation à Saint-Cloud pour inviter l'empereur à visiter la ville. En novembre 1807, l'archichancelier de l'Empire, Cambacérès annonce sa visite, sans prévenir le préfet du Lot, et laisse espérer celle de l'empereur.
En janvier 1808, Napoléon annonce qu'il va se rendre dans le Sud-Ouest. Joseph-Pierre Vialètes de Mortarieu décide de préparer cette visite sans savoir si elle va passer par Montauban. Pour donner le maximum d'apparat, il décide de faire financer par la ville une garde d'honneur richement décorée. Pour suivre l'évolution de l'Espagne, l'empereur est à Bayonne à la mi-avril. Il fait reléguer le roi d'Espagne Ferdinand VII au château de Valençay et place son frère Joseph sur le trône espagnol.
Napoléon quitte Bayonne pour Toulouse où il séjourne du 24 au 27 juillet. Le maire de Montauban ayant décidé de se rendre à Toulouse, il est reçu par l'empereur le matin du 27 juillet qui lui annonce sa visite à la ville de Montauban. Le maire fait alors prendre des dispositions pour décorer la ville pour recevoir l'«illustre visiteur». L'empereur et l'impératrice Joséphine arrivent à Montauban le 29 juillet. Ils passent la nuit à la sous-préfecture, l'ancien hôtel des intendants. Les accompagnateurs sont reçus dans l'ancienne Cour des Aides.
Joseph-Pierre Vialètes de Mortarieu est reçu par le ministre secrétaire d'État Hugues-Bernard Maret pour discuter de la création d'un nouveau département avec Montauban comme chef-lieu. Le département de Tarn-et-Garonne est alors tracé en prenant des cantons dans cinq des six départements qui l'entourent. Napoléon quitte la ville dans la soirée, en se déclarant satisfait de sa visite et en promettant de rétablir Montauban comme chef-lieu d'un nouveau département.
Le Sénat promulgue le 4 novembre 1808 un sénatus-consulte créant le département de Tarn-et-Garonne qui est envoyé pour signature à Napoléon qui se trouvait à Burgos. Le décret impérial est signé le 21 novembre. Félix Le Peletier d'Aunay est le premier préfet, nommé le 26 novembre.
Joseph-Pierre Vialètes de Mortarieu est maire de Montauban jusqu'en 1811. Napoléon le fait baron d'Empire avec majorat et officier de la Légion d'honneur en 1814. Il est élu député au Corps législatif par le Sénat conservateur en 1811 et est de nouveau maire entre 1813 et 1815, puis de juillet 1815 à 1816.
Il est président du conseil général de Tarn-et-Garonne en 1816-1817, puis en 1818-1819 et député de ce département de 1816 à 1822.
Le 13 juillet 1819, il est nommé préfet de l'Ariège. Il est admis à la retraite en 1830. Il revient alors à Montauban et est élu conseiller municipal.
Il est inhumé dans le cimetière de Montauban.
Le musée de Montauban est créé en 1820. Il s'est enrichi en 1843 de la donation faite par Joseph-Pierre Vialètes de Mortarieu d'une soixantaine de tableaux de sa collection.